# Championnat d'Amérique du Nord et des Caraïbes masculin de handball
Le Championnat d'Amérique du Nord et des Caraïbes masculin de handball est la compétition officielle pour les équipes nationales masculines de handball d'Amérique du Nord et des Caraïbes et a lieu tous les deux ans. Il sert de qualification pour le Championnat du monde.
Le championnat est créé et organisé par la Fédération panaméricaine de handball et sert de qualification pour le Championnat panaméricain. Après la dissolution de la Fédération panaméricaine de handball en 2018 et la création de la Confédération d'Amérique du Nord et des Caraïbes de handball, c'est cette dernière qui est chargée du déroulement de la compétition qui sert désormais de qualification pour le Championnat du monde. La confédération organisera la compétition pour la première fois en 2022 (l’édition 2020 ayant été annulée à cause la pandémie de Covid-19).

## Palmarès
| Édition | Hôte   | Médaille d'or, Amérique                    | Médaille d'argent, Amérique                | Médaille de bronze, Amérique               |
| ------- | ------ | ------------------------------------------ | ------------------------------------------ | ------------------------------------------ |
| 2014    | Mexico | Groenland                                  | Cuba                                       | États-Unis                                 |
| 2018    | Mexico | Cuba                                       | Canada                                     | Porto Rico                                 |
| 2020    | Mexico | Annulé à cause de la pandémie de Covid-19. | Annulé à cause de la pandémie de Covid-19. | Annulé à cause de la pandémie de Covid-19. |
| 2022    | Mexico | États-Unis                                 | Groenland                                  | Cuba                                       |
| 2024    | Mexico | Cuba                                       | Mexique                                    | Groenland                                  |

## Bilan

### Tableau d'honneur
| Rang | Équipe nationale | Médaille d'or, Amérique du Sud | Médaille d'argent, Amérique du Sud | Médaille de bronze, Amérique du Sud | Total |
| ---- | ---------------- | ------------------------------ | ---------------------------------- | ----------------------------------- | ----- |
| 1    | Cuba             | 2                              | 1                                  | 1                                   | 3     |
| 2    | Groenland        | 1                              | 1                                  | 1                                   | 3     |
| 3    | États-Unis       | 1                              | 0                                  | 1                                   | 2     |
| 4    | Mexique          | 1                              | 0                                  | 0                                   | 1     |
| 5    | Canada           | 0                              | 1                                  | 0                                   | 1     |
| 6    | Porto Rico       | 0                              | 0                                  | 1                                   | 1     |

### Bilan par édition
| Équipe nationale       | 2014                                 | 2018                                 | 2022                                 | 2024                                 | Part. |
| ---------------------- | ------------------------------------ | ------------------------------------ | ------------------------------------ | ------------------------------------ | ----- |
| Canada                 | –                                    | Médaille d'argent, Amérique du Nord  | –                                    | 5e                                   | 2     |
| Cuba                   | Médaille d'argent, Amérique du Nord  | Médaille d'or, Amérique du Nord      | Médaille de bronze, Amérique du Nord | Médaille d'or, Amérique du Nord      | 4     |
| République dominicaine | –                                    | 6e                                   | –                                    | –                                    | 1     |
| États-Unis             | Médaille de bronze, Amérique du Nord | 5e                                   | Médaille d'or, Amérique du Nord      | 4e                                   | 4     |
| Groenland              | Médaille d'or, Amérique du Nord      | –                                    | Médaille d'argent, Amérique du Nord  | Médaille de bronze, Amérique du Nord | 3     |
| Mexique                | 4e                                   | 4e                                   | 4e                                   | Médaille d'argent, Amérique du Nord  | 4     |
| Porto Rico             | 5e                                   | Médaille de bronze, Amérique du Nord | –                                    | 6e                                   | 3     |
| Total                  | 5                                    | 6                                    | 4                                    | 6                                    | -     |

- Légende :    — Pays hôte